# Fontenay-Denkmal

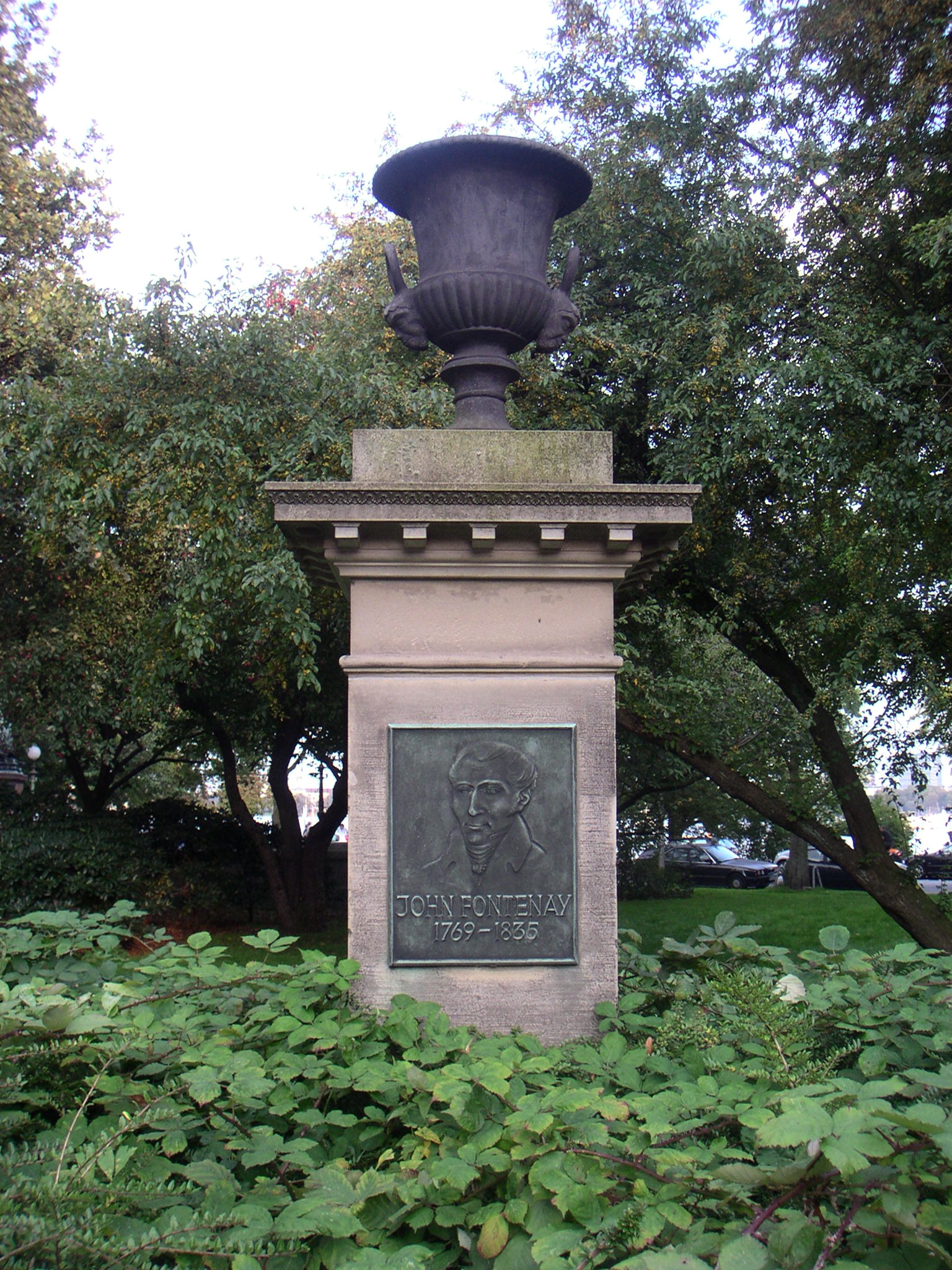
Das Fontenay-Denkmal

Das Fontenay-Denkmal ist ein Bauwerk in Hamburg-Rotherbaum. Es erinnert an John Fontenay, einen Kaufmann, Reeder und Schiffsmakler, der zwischen 1801 und 1835 in Hamburg lebte und arbeitete. Das Objekt steht seit Oktober 1962 unter Denkmalschutz.

## Lage
Das Denkmal steht an der Straße Fontenay unweit des Kriegerdenkmals, das an die Gefallenen des Deutsch-Französischen Kriegs erinnert.

## Beschreibung
Das Denkmal besteht aus einer Stele aus Sandstein, an der ein Relief aus Bronze mit einem Porträt Fontenays angebracht ist. Die Stele hat einen Sockel aus Obernkirchner Sandstein, auf der ein Krater angebracht ist.

## Geschichte
Das Baujahr des ursprünglichen Denkmals ist unbekannt. 1878 erstellte Bleistiftzeichnungen zeigen eine Stele, die inmitten von Ulmen steht und deutlich größer ist als das heutige Bauwerk. Auch Ebba Tesdorpf hielt dieses Denkmal 1895 in einer Zeichnung fest. Das Denkmal befindet sich, ebenso wie das Kriegerdenkmal, seit 1926 an seinem heutigen Standort. Die Bronzeplatte mit einem Porträt Fontenays wurde um 1907 an der Stele angebracht. Alte Fotos zeigen ein Relief, auf dem Fontenay nach links blickt. Die Platte wurde 1945 gestohlen; die Stele während des Zweiten Weltkriegs beschädigt. Ernst Hanssen erneuerte 1962 Relief und Krater; die Vase musste 1970 aufgrund von Korrosion erneut restauriert werden. Hanssen wählte nun Duraluminium als Werkstoff.
2004 wurde das Denkmal erneut saniert. Der gesamte obere Teil mitsamt Vase wurde dabei erneuert.